# 밋첼 루이스
밋첼 루이스(Mitchell Lewis, 1880년 6월 26일 ~ 1956년 8월 24일)는 미국의 연극 배우, 영화 배우이다.

## 영화
- 라이즈 오브 더 풋솔져 (2007년)
- 스와핑 (1998년)
- 심판 (1955년)
- 여배우 (1953년)
- 아이 러브 멜빈 (1953년)
- 태양은 밝게 빛난다 (1953년)
- 토치 송 (1953년)
- 릴리 (1953년)
- 형제는 용감했다 (1953년)
- 스카라무슈 (1952년)
- 미스터 임페리엄 (1951년)
- 톨 타겟 (1951년)
- 투 윅스 위드 러브 (1950년)
- 테이크 미 아웃 투 더 볼 게임 (1949년)
- 키싱 밴디트 (1948년)
- 줄리아 미스비헤이브 (1948년)
- 디자이어 미 (1947년) - 올드 맨 역
- 잇 해펀드 인 브룩클린 (1947년)
- 래시의 용기 (1946년)
- 하비 걸 (1946년)
- 자라가는 시절 (1946년)
- 키스밋(영어판) (1944년)
- 아이 두드 잇 (1943년)
- 두 베리 워즈 어 레이디 (1943년)
- 리오 리타 (1942년)
- 아이 매리드 언 엔젤 (1942년)
- 카이로 (1942년)
- 존 도우를 찾아서 (1941년)
- 바보의 기쁨 (1939년)
- 렛 프리덤 링 (1939년)
- 와이키키 웨딩 (1937년)
- 오일 포 더 램프 오브 차이나 (1935년) - 스키퍼 오브 쉽 역
- 두 시민 이야기 (1935년)
- 몬테 크리스토 백작 (1934년)
- 콩고 (1932년)
- 매미 (1930년)
- 뻐꾸기 (1930년)
- 마담 X (1929년)
- 브릿지 오브 산 루이스 레이 (1929년)
- 뉴욕의 선창 (1928년)
- 벤허 (1925년)